# ブルート・バーナード
ブルート・バーナード（Brute Bernard、本名：James "Jim" Bernard、1921年6月6日 - 1984年10月21日）は、カナダ・ケベック州モントリオール出身のプロレスラー（生年については諸説あり）。
スキンヘッドに全身剛毛の狂乱系ヒールとして活躍した。日本では「野獣」の異名を持ち、日本プロレスや新日本プロレスに参戦している。

## 来歴
トロントのプロフットボールチームを経て、プロモーターのジャック・ブリットン（ジノ・ブリットの父親）にスカウトされ、1956年に地元のケベックにてプロレス入り。デビュー当時はジム・バーナードの名義で活動し、1957年にはトロントのメープル・リーフ・ガーデンやニューヨークのマディソン・スクエア・ガーデンにも登場した。
1962年にアメリカ東部地区でブルート・バーナードと改名し、スキンヘッドの野獣スタイルに変身。全身無毛の怪奇派スカル・マーフィーとタッグチームを結成して、その凶悪ファイトで各テリトリーを席巻した。1963年5月16日にはWWWFにてバディ・オースチン&グレート・スコットからUSタッグ王座を奪取、11月14日にゴリラ・モンスーン&キラー・コワルスキーに敗れるまで戴冠した。シングルでは、その間の7月20日にメリーランド州ボルチモアにてブルーノ・サンマルチノのWWWF世界ヘビー級王座に挑戦している。
フロリダでは1964年1月28日、トーナメントの決勝でヘイスタック・カルホーン&ドン・カーティスを破り、空位となっていたNWA世界タッグ王座を獲得、デューク・ケオムカ&ヒロ・マツダの日系コンビともタイトルを争った。1966年にはマーフィーと共にオーストラリア（ジム・バーネットが主宰していたワールド・チャンピオンシップ・レスリング）に遠征し、7月15日にマーク・ルーイン&ドミニク・デヌーチからIWA世界タッグ王座を奪取。2週間後の同月29日にルーイン&ベアキャット・ライトにタイトルを明け渡すも、8月には奪還に成功している。その後、マーフィーとのコンビを一時解消してアメリカに戻り、1967年3月にテキサスにてフリッツ・フォン・エリックからNWA USヘビー級王座（後のNWAアメリカン・ヘビー級王座）を奪取、同王座の2代目のチャンピオンとなった。同年8月には同じ野獣系のブル・カリーを破り、テキサス・ブラスナックル王座も獲得している
1968年11月、日本プロレスに初来日。開幕戦のタッグマッチで日本側エースのジャイアント馬場をピンフォールし、アントニオ猪木とのシングルマッチでも敗れたものの好勝負を展開。また「ウーウーウー!」と奇声を発しながら（「人間サイレン」なる異名を与えられた）、ギクシャクと歩いて入場するパフォーマンスも怪奇ムードたっぷりで、ヒール人気を博した。この初来日時、12月1日の宮城県スポーツセンターにおけるロニー・メインと組んでの猪木&大木金太郎とのタッグマッチで、角材で大木の耳をそぎ落とす「大木金太郎耳そぎ事件」を起こしている（日本マット史上に残る戦慄の事件として伝えられているが、真相は大木が角材で殴られる直前に頭を動かしたことによるアクシデント）。
1969年にオーストラリアでマーフィーと再合体し、ドン・レオ・ジョナサン&トニー・パリシ、ディック・マードック&ラーズ・アンダーソン、マリオ・ミラノ&スパイロス・アリオンなどのチームを相手にIWA世界タッグ王座を争った。同年5月にはマーフィーとのコンビでの再来日が実現、5月31日に札幌中島スポーツセンター、6月25日に大阪府立体育館において、BI砲のインターナショナル・タッグ王座に2回挑戦している。マーフィー死去後の1970年7月にも日本プロレスへの3度目の来日を果たし、同じくマーフィーの盟友だったムース・ショーラックをパートナーに、8月1日の熊本大会にてBI砲のインターナショナル・タッグ王座に再挑戦した。7月22日に行われた大木との対戦では、ナイフを凶器として隠し持っていたことが翌日の新聞で明らかになり、物議をかもしたこともある。
1970年代に入ると、アメリカではノースカロライナのNWAミッドアトランティック地区を主戦場に活動。1971年10月12日、ミズーリ・モーラーと組んでジョニー・ウィーバー&ジョージ・ベッカーを破り、NWA大西洋岸タッグ王座を獲得。1973年11月26日には "ジ・アラスカン" ジェイ・ヨークと組んでネルソン・ロイヤル&サンディ・スコットからNWAミッドアトランティック・タッグ王座を奪取し、ジン・アンダーソン&オレイ・アンダーソンのミネソタ・レッキング・クルーともタイトルを争った。1974年12月、当時リック・フレアーとのコンビで同王座に戴冠していたリップ・ホークが欠場した際は、ホークに代わるフレアーのパートナーとなってタイトルマッチに出場したこともある。
1975年1月、新日本プロレスに初参戦。すでに全盛期を過ぎていたが、外国人選手の招聘ルートが乏しかった当時の新日本ではエース級の扱いを受け、シングルでのタイトル挑戦はなかったものの、タイガー・ジェット・シン、ジョニー・パワーズ、キラー・カール・クラップらと共に、初期の新日本を支えた看板ヒールの一人となった。日本プロレス以来となる猪木とのシングルマッチも何度か組まれており、1975年7月の2度目の新日本来日時は猪木を失神寸前まで追い込み、反則勝ちを収めている。同シリーズの最終戦ではハンス・シュミットと組み、猪木&坂口征二が保持していた北米タッグ王座にも挑戦した。その後の2回の来日はクラップと一緒で、1978年10月の4度目の新日本登場では、同月30日に岡山武道館にてクラップと組んで坂口&ストロング小林の北米タッグ王座に挑戦した。両者ともこれが最後の新日本登場となり、クラップはこの後、国際プロレス、全日本プロレスに登場したが、バーナードは最後の来日となった（日本には通算7回来日）。
その間も、アメリカではベビーフェイスのトップスターを相手に各地で狂乱ファイトを展開し、1975年はNWAジョージア地区でアンドレ・ザ・ジャイアントやチーフ・ジェイ・ストロンボーと対戦。トロントのメープル・リーフ・ガーデンでは、1976年4月11日にWWWFヘビー級王者サンマルチノへの久々の挑戦が実現した。NWAミッドアトランティック地区では同年12月26日、ノースカロライナのグリーンズボロ・コロシアムにてサージェント・ジャック・グレイと組み、ダスティ・ローデス&マイティ・イゴールと対戦している。
1977年下期からはザ・ファンクスが主宰していたテキサス州アマリロのテリトリーにて、J・J・ディロンをマネージャーに同タイプのフランク・モレルとのコンビで活躍。12月15日にテッド・デビアス&エルビン・スミスからNWAウエスタン・ステーツ・タッグ王座を獲得し、翌1978年2月2日にドリー・ファンク・ジュニア&ラリー・レーンに敗れるまで保持した。
晩年となる1980年代初頭は、ジム・クロケット・ジュニアの主宰する古巣のNWAミッドアトランティック地区で活動。オックス・ベーカーなどとタッグを組み、フレアー、ブラックジャック・マリガン、ペドロ・モラレス、ルーファス・ジョーンズなどの人気選手と対戦した。この当時はジョバーのポジションに降格していたものの、1980年9月9日に海外武者修行時代の天龍源一郎をパートナーに、ミッドアトランティック・タッグ王者チームのバズ・ソイヤー&マット・ボーンに挑戦している。
NWAミッドアトランティック地区と契約終了後、ノースカロライナ州を拠点とする独立系ローカル団体NAWAに参戦した。
1984年10月21日、拳銃自殺で死去。63歳没。思うように動かなくなった身体を嘆いての自殺といわれるが、死因については、銃の手入れをしていた際の暴発による事故死とも、ロシアン・ルーレットによるものともされている。

## 得意技
- フライング・ニー・ドロップ
- パンチ、キック

試合の大半はひたすら殴る蹴るのラフプレイで押し通した。非常にタフネスで打たれ強く、殴り合いでも一歩も引かなかった。よだれを垂らしつつ奇声を発しながらの喧嘩ファイトぶりは「野獣」の異名に恥じぬものであった。
- 噛みつき、かきむしり、凶器など反則攻撃全般

トレードマークの角材を始め、リング周辺にあるものは何でも凶器に使った。また、タイツの中に隠し持った凶器も巧みに使用した。

## 獲得タイトル
ワールド・ワイド・レスリング・フェデレーション
- WWWF USタッグ王座：1回（w / スカル・マーフィー）[7]

ワールド・チャンピオンシップ・レスリング（オーストラリア）
- IWA世界タッグ王座（オーストラリア版）：5回（w / スカル・マーフィー）[10]
- NWA豪亜ヘビー級王座：1回[27]

チャンピオンシップ・レスリング・フロム・フロリダ
- NWA世界タッグ王座（フロリダ版）：2回（w / スカル・マーフィー）[9]

ミッドアトランティック・チャンピオンシップ・レスリング
- NWA大西洋岸タッグ王座：1回（w /  ミズーリ・モーラー）[16]
- NWAミッドアトランティック・タッグ王座：1回（w / ジェイ・ヨーク）[17]

NWAビッグタイム・レスリング
- NWA USヘビー級王座（テキサス版）：1回[11]
- NWAテキサス・ブラスナックル王座：2回[12]
- NWAアメリカン・タッグ王座：2回（w / マイク・パドーシス、ミズーリ・モーラー）

NWAウエスタン・ステーツ・スポーツ
- NWAウエスタン・ステーツ・タッグ王座：1回（w / フランク・モレル）[22]

ジョージア・チャンピオンシップ・レスリング
- NWAメイコン・タッグ王座：1回（w / ニコライ・ボルコフ）[28]

## エピソード
- WWEのジェイソン・アルバートことマシュー・ブルームは、新日本プロレス参戦時に「ブルート・バーナードの息子」と称してジャイアント・バーナードのリングネームを名乗っていたが、ギミック上の設定であって実際には血縁関係はない。
- タイツの尻の部分に外見でもわかる特製のパッドを入れていた。腰が悪いのでそれを保護するため、ということだったそうだが、そういうものを入れていたレスラーは歴代来日レスラーでもバーナードだけで、どれぐらい効いていたのかは定かでない。
- 実生活では非常に優しい性格で、バスでの移動中に眠ることの出来ない運転手の隣の席で雑談に付き合ったり、ベトナム難民の写真が掲載されたグラビアを見て人目を憚らず号泣したというエピソードもある。
- その一方、リック・フレアーの自著では悪質で口汚い人種差別主義者として書かれており、車での移動中は黒人を蔑称で罵り続け、橋で釣りをしている黒人をミズーリ・モーラーと共謀して川に放り投げたこともあったという[29]。
- 日本では1934年生まれとされており[1]、それが正しければ初来日時は34歳ということになるが、「とてもそんな若さには見えない、年をごまかしているのではないか」という声が当時のファンや関係者の間で囁かれていた。